# Dante Isella
Pour les articles homonymes, voir Isella.
Dante Isella (né le 11 novembre 1922 à Varèse, Lombardie - mort le 3 décembre 2007 dans la même ville) est un universitaire, philologue, historien de la littérature et critique littéraire italien du XXe siècle.

## Biographie
Dante Isella enseigne la littérature italienne à l'université de Catane, puis à celles de Padoue, de Pavie, ainsi qu'en Suisse, à l'université de Zurich et à celle de Fribourg.
Il est, avec Maria Corti (it), d'Arco Silvio Avalle (it) et Cesare Segre, le cofondateur de la revue Strumenti critici qu'il dirige depuis sa fondation en 1962 et collabore à la revue Studi di filologia italiana et au Giornale storico della letteratura italiana.
Son intérêt de critique et de philologue se porte en particulier vers la définition d'une « ligne lombarde » (I lombardi in rivolta, 1984), à travers les œuvres de quelques auteurs, dont il publie des éditions critiques :
- Carlo Maria Maggi, dont il a dirigé l'édition de Il teatro milanese (1964), I consigli di Meneghino (1965), et Rime milanesi (1965) ;
- Giuseppe Parini, à propos duquel il a publié L'officina della « Notte » e altri studi pariniani (1968) et les éditions critiques de Il Giorno (1969) et Odi (1975) ;
- Carlo Porta, dont il a dirigé l'édition critique de la poésie (Poesie, 1955-1956);
- Carlo Emilio Gadda.

Il s'intéresse également au mouvement littéraire lombard de la seconde moitié du XIXe siècle la Scapigliatura dans son livre La lingua e lo stile di Carlo Dossi (1958) et publie des éditions de Note azzurre (1964) et Amori (1977) de Carlo Dossi.
On se souvient encore, entre autres, de son essai De Manzoni à Sereni (1994) et des éditions commentées de Mottetti (1988) et Occasioni (1996) du Prix Nobel Eugenio Montale.
Dante Isella obtient en 2005 le Prix Imola pour son ouvrage autobiographique Vita di critico (Vie d'un critique).
En 2006, le Prix littéraire Piero Chiara lui est décerné pour l'ensemble de son œuvre.
Dante Isella est membre de l'Accademia dei Lincei (Académie des Lyncéens).
Il meurt le 3 décembre 2007 à Varèse, à l'âge de 85 ans, à la suite de problèmes cardiaques.